# Hindustani (filme)
Hindustani é um filme indiano de 1996 dirigido por S. Shankar. Foi aclamado pela crítica e tornar-se-ia um blockbuster comercial na indústria cinematográfica tâmil. Foi selecionado pela Índia como sua entrada para Melhor Filme Estrangeiro do Óscar em 1996, mas não foi nomeado. Também ganhou três National Film Awards, incluindo o de melhor ator pela interpretação de Kamal Haasan, por cuja atuação ainda ganhou o Filmfare Awards e o Tamil Nadu Film Fare Award. Foi o filme tâmil de maior bilheteria após seu lançamento, superando Baashha, e assim permanecendo até ser superado por Ghilli oito anos depois.

## Elenco
Segue o elenco:
- Kamal Haasan - Chandra Bose
- Aruna Irani - Gulabo Ram. Khilawan
- Manisha Koirala - Aishwarya
- Urmila Matondkar - Sapna